# LittleBigPlanet 3
LittleBigPlanet 3, comunemente abbreviato con LBP3, è un videogioco della serie di LittleBigPlanet. Il gioco è sviluppato da Sumo Digital e pubblicato da Sony Computer Entertainment Europe per PlayStation 3 e PlayStation 4 ed è disponibile in Italia dal 18 novembre 2014. Si tratta di un sequel diretto del titolo del 2011 LittleBigPlanet 2.

## Modalità di gioco
LittleBigPlanet 3 presenta modalità di gioco molto simili ai primi due giochi della serie, LittleBigPlanet e LittleBigPlanet2, mantenendo la sua impostazione di platform game con alcune caratteristiche sandbox. Nel gioco, rimane centrale il tema della creazione. Ogni giocatore, infatti, può creare i propri livelli, personaggi ed oggetti, come ad esempio powerup, arnesi, decorazioni, adesivi e veicoli. Personalizzabie è anche il Pod, la stanza di cartone del Sackboy dalla quale è possibile selezionare i vari livelli ai quali si può giocare. I propri livelli e creazioni possono anche essere condivisi con tutti gli altri giocatori della community. I server della versione PS3 sono stati ufficialmente chiusi il 13 settembre 2021, insieme a quelli di LittleBigPlanet, LittleBigPlanet 2 e LittleBigPlanet PS Vita.

### Personaggi e abilità
LittleBigPlanet 3 introduce, accanto al classico Sackboy di pezza, tre nuovi personaggi ognuno con specifiche caratteristiche ed abilità. Oddsock è un cagnolino di pezza che può rimbalzare e camminare sulle pareti. Toggle può cambiare dimensione diventando un colosso forzuto o una piccola creatura leggera e scattante. Swoop è un uccello che può librarsi in volo; è capace, inoltre, di trasportare oggetti e anche tutti gli altri personaggi ad eccezione di Big Toggle, la versione forzuta di Toggle.